# Friedrich Kofler (Archäologe)

Friedrich Kofler

Friedrich Kofler (auch: Fritz Kofler; * 1830 in Bad Homburg vor der Höhe; † 1910) war ein deutscher Archäologe, Altstraßenforscher und Streckenkommissar der Reichs-Limeskommission (RLK).

## Leben und Werk
Kofler war als Streckenkommissar der Reichs-Limeskommission für die Entdeckung, Ausgrabung und Untersuchung einer großen Zahl an ehemaligen römischen Kastellen zuständig. Zu diesen zählen unter anderem die Kastelle Langenhain, Butzbach, Arnsburg, Echzell, Ober-Florstadt, Lützelbach, Hainhaus, Eulbach, Würzberg und Hesselbach. Seine Deutungen der Ausgrabungsmaße und Befunde sind oftmals Grundlage für die heutige moderne provinzialrömische Archäologie.
Kofler ist bekannt für sein in Trier zwischen 1895 und 1902 publiziertes dreibändiges Werk Alte Strassen in Hessen, das im Bereich der Altstraßenforschung als Standardwerk für alte Straßen- und Wegeverbindungen in Hessen gilt. Die von ihm erstellte Archaeologische Karte des Großherzogtums Hessen ist ein in der regionalen Forschung oft zitiertes Werk und war wegweisend in der Landschaftsarchäologie. Spätere Arbeiten von Georg Wolff und Karl Schumacher haben sich stark an Kofler orientiert.

## Schriften (Auswahl)
- 1877: Der Pfahlgraben und die Pfahlgraben-Castelle in der Umgebung von Homburg. Vortrag, gehalten im Verein für Geschichte und Alterthumskunde zu Homburg am 15. Mai 1876. Buchdruck des Taunusboten, Bad Homburg v. d. H.
- 1888: Der Ringwall „Heuneburg“ bei Lichtenberg im Grossherzogtum Hessen, in: Westdeutsche Zeitschrift für Geschichte und Kunst, Band 7, 1888, S. 313–317
- 1889: Die Alteburg bei Holzhausen vor der Höhe. In: QHV, 1889, S. 110 f.
- 1893–1902: Alte Straßen in Hessen. 3 Bde., Lintz, Trier
- 1894: Archaeologische Karte des Grossherzogtums Hessen. Archiv Hess. Gesch. u. Altkde. N.F. 1, 1894, 1ff.
- 1894: Das Kastell Butzbach. Der obergermanisch-raetische Limes des Roemerreiches (ORL), Abt. B, Bd. 2,2, Kastell 14, Petters, Heidelberg
- 1896: Das Kastell Eulbach. ORL B 5,1 Nr. 48, Petters, Heidelberg
- 1896: Das Kastell Hesselbach. ORL B 5,1 Nr. 50, Petters, Heidelberg
- 1896: Das Kastell Wuerzberg. ORL B 5,1 Nr. 49, Petters, Heidelberg
- 1897: Das Kastell Hainhaus bei Vielbrunn. ORL B 5,1 Nr. 47, Petters, Heidelberg
- 1902: Neue Forschungen zur vorgeschichtlichen Zeit Hessens. Bergsteiner, Darmstadt
- 1903: Das Kastell Echzell. ORL B 2,2 Nr. 18, Petters, Heidelberg
- 1903: Das Kastell Ober-Florstadt. ORL B 2,2 Nr. 19, Petters, Heidelberg
- 1904: Das Kastell Lützelbach. ORL B 5,1 Nr. 46, Petters, Heidelberg
- 1914: Das Kastell Langenhain. ORL B 2,2 Nr. 13, Petters, Heidelberg
- 1914: Das Kastell Arnsburg. ORL B 2,2 Nr. 16, Petters, Heidelberg